# Vincenzo Lapiccirella
Vincenzo Lapiccirella (Milano, 28 maggio 1907 – Roma, 29 dicembre 1966) è stato un politico e partigiano italiano, membro della resistenza durante la seconda guerra mondiale.

## Biografia
Professore di lettere a Napoli e poi a Roma, già nel 1937 aderì a gruppi antifascisti clandestini. Nel 1941 aderì al Partito Comunista Italiano e, dopo l'armistizio, fu tra gli organizzatori della resistenza romana.
Segretario del CLN provinciale, il 29 gennaio 1944 diresse con Carlo Lizzani e Massimo Gizzio la manifestazione contro i tedeschi e i fascisti dei giovani romani. Dopo la strage delle Fosse ardeatine, nel pronao della chiesa di Santa Maria Maggiore commemorò pubblicamente il suo collega Pilo Albertelli, trucidato con altri 334 patrioti romani dai tedeschi per rappresaglia dopo l'attentato di via Rasella, .
Nel dopoguerra, Lapiccirella fu dal 1947 consigliere comunale di Roma. Svolse al contempo vari altri incarichi nel movimento democratico, occupandosi in particolare della riforma dell'insegnamento e del decentramento amministrativo.
Una strada di Roma porta il suo nome.